# Sistema proporzionale
Per sistema proporzionale (o semplicemente proporzionale) si intende genericamente qualsiasi sistema elettorale che miri a riprodurre in un organo di rappresentanza le proporzioni delle diverse parti dell'elettorato - generalmente in un'assemblea elettiva, per cui tali sistemi furono escogitati. La finalità è risolvere le disuguaglianze di rappresentazione dei partiti che sorgono nei sistemi elettorali maggioritari, soprattutto quando vi sono più di due forze fondamentali o quando le circoscrizioni hanno dimensioni diverse. La proporzionalità può essere alterata in vari modi: riducendola si combatte la frammentazione, tendenza ben nota nei sistemi proporzionali; ciò può avvenire variando il metodo di assegnazione dei seggi, introducendo una soglia, o limitando il numero di seggi in palio in ciascuna circoscrizione. Esistono vari sistemi di tipo proporzionale, descritti di seguito.

## Confronto con i sistemi maggioritari
Gli obiettivi della rappresentanza proporzionale sono spesso contrastati con i collegi uninominali a sistema maggioritario.
Nei paesi che usano sistemi maggioritari (fra cui Regno Unito, Stati Uniti, Canada e India) molti sistemi alternativi vengono descritti come forme di rappresentanza proporzionale, a volte in modo inesatto e generando equivoci tra il pubblico e gli esperti che si fanno promotori di tali sistemi. In particolare, alcuni referendum promossi a favore del proporzionale (2007 nell'Ontario e 2009 nella Columbia Britannica) fallirono anche perché la campagna del 'No' sfruttò l'attenzione per i sistemi a lista elettorale, enfatizzando il possibile trasferimento di potere dal pubblico ai partiti. Nell'Ontario ciò fu particolarmente efficace in quanto non era stato escluso il sistema delle liste bloccate.

## Sistemi elettorali e rappresentanza proporzionale dei partiti
Quasi sempre i sistemi proporzionali usano i partiti politici come misura della rappresentanza. Ad esempio, un partito che riceve il 15% dei voti in un tale sistema vedrà il 15% dei seggi assegnati ai propri candidati.
La maggioranza del dibattito dei sistemi elettorali è sulla proporzionalità. I partiti più radicati, negli Stati Uniti e nel Regno Unito (con sistema maggioritario) possono conquistare il controllo formale del parlamento con il sostegno di appena il 20-25% degli aventi diritto al voto, a spese dei partiti minori. In Canada la situazione potrebbe essere considerata peggiore: regolarmente partiti sostenuti da meno del 40% degli elettori formano maggioranze di governo che restano al potere per legislature complete di quattro anni. Se si considera che la partecipazione al voto è minore del 60%, un partito può ottenere un governo di maggioranza convincendo appena un quarto dell'elettorato. In aggiunta, i contrappesi del sistema giudiziario sono minori rispetto agli Stati Uniti, e quelli del sistema legislativo inferiori rispetto al Regno Unito.
Metodi diversi di rappresentanza proporzionale possono portare a maggiore proporzionalità oppure ad un risultato più determinato.
Il sistema proporzionale a liste di partito è un approccio, in cui ogni partito politico presenta una lista di candidati: gli elettori scelgono una lista. La forma a liste aperte permette all'elettore di influenzare l'elezione dei candidati individuali all'interno della lista. L'approccio a liste bloccate no: è il partito a scegliere l'ordine, e i candidati più in cima alla lista avranno maggiori probabilità di essere eletti.
Un'altra possibilità è il voto singolo trasferibile (STV), che non dipende dai partiti o dalle liste. Gli elettori numerano i candidati in ordine di preferenza: se il loro candidato preferito riceve un numero insufficiente di voti, il voto si trasferisce alla seconda scelta e così via. Le elezioni al Senato australiano usano il cosiddetto "voto sopra la linea" dove i candidati di ogni partito sono raggruppati sulla scheda, permettendo all'elettore di votare il gruppo o il candidato. Nelle elezioni al Dáil Éireann irlandese, i candidati sono elencati in ordine alfabetico, senza distinzioni di partito.
Altre variazioni comprendono il voto singolo non trasferibile (SNTV), il voto cumulativo e il voto limitato; questi sistemi possono essere definiti semi-proporzionali.
L'enfasi sui partiti politici potrebbe ridurre l'efficacia della rappresentanza proporzionale. L'influenza dei partiti è in declino in Paesi come gli Stati Uniti, in cui nel 2004 il 24% degli elettori si dichiarava indipendente. Un'alternativa come la delega del perdente può raggiungere la completa rappresentanza con modalità diverse.

### Sistema a lista di partito in una circoscrizione plurinominale
Questo sistema prevede che ogni partito elenchi i propri candidati sotto forma di lista: il numero di eletti della lista dipenderà dal numero di voti da essa ricevuti. Nei sistemi a liste bloccate gli elettori esprimono solo la preferenza per una lista: in tali sistemi, nell'ambito di ciascuna lista sono eletti i candidati che occupano i primi posti, cosicché di fatto i partiti stabiliscono le priorità di elezione per i propri candidati. Nei sistemi a liste aperte, nell'ambito di ciascuna lista sono eletti i candidati che abbiano ottenuto maggior consenso da parte degli elettori: a seconda dei casi, costoro possono esprimere una o più preferenze per i singoli candidati oppure possono indicare l'ordine di preferenza.
Il sistema a lista di partito è usato in molti Paesi: la variante a liste aperte è impiegata, ad esempio in Finlandia, Lettonia, Svezia, Brasile, Paesi Bassi, Repubblica Democratica del Congo. La variante a liste bloccate si impiega in Israele (con un'unica circoscrizione per l'intero Paese), Russia (liste bloccate) e Sudafrica (liste bloccate). Per le elezioni al Parlamento europeo, la maggior parte degli stati usa liste aperte; la maggior parte del Regno Unito usa liste bloccate, ma l'Irlanda del Nord usa il voto singolo trasferibile, così come l'Irlanda.

### Sistemi misti
I sistemi elettorali misti combinano un sistema proporzionale nazionale o regionale con collegi uninominali eletti da un sistema maggioritario, nel tentativo di combinare l'espressione delle appartenenze partitiche minoritarie, garantita dal proporzionale, e quella di tutte le aree di cui si compone lo stato, garantita dal maggioritario. Sono metodi che generalmente costituiscono nel distribuire alcuni seggi secondo un sistema maggioritario e altri secondo un sistema proporzionale. Sono spesso adoperati nei paesi federali, poiché riequilibrano le necessità nazionali e locali. Sono anche usati nei paesi con diversità geografiche, sociali, culturali ed economiche. Per ovviare al medesimo problema è stata anche sviluppata l'attribuzione biproporzionale, in uso in alcuni cantoni svizzeri, che è invece una forma di rappresentazione pienamente proporzionale che assicura la rappresentanza equa di tutte le regioni.
I sistemi misti, o varianti di essi, vengono usati nella Scozia e nel Galles, in Germania, in Giappone, nel Lesotho, in Messico, in Bolivia, in Nuova Zelanda ed anche in Italia.

### Voto singolo trasferibile in una circoscrizione plurinominale
Questo sistema usa il voto preferenziale.
Ogni circoscrizione elegge due o più rappresentanti per l'elettorato. Di conseguenza la circoscrizione equivale per dimensione alla somma dei collegi uninominali che darebbero lo stesso numero di rappresentanti. I partiti tendono ad offrire più o meno candidati a seconda della dimensione, e a quanti ottimisticamente potrebbero vincere. Gli elettori ordinano una parte o tutti i candidati secondo la loro preferenza. Un candidato vincitore deve raggiungere una quota, "calcolata dividendo il numero totale di voti validi per uno più il numero di seggi da riempire, ignorando il resto della divisione e aggiungendo un voto." Solo in pochi casi ciò si ottiene alla prima conta. Alla seconda conta, se un candidato vince il suo voto in sovrappiù (in eccesso della quota) si trasferisce alle seconde scelte degli elettori; altrimenti si elimina il candidato meno popolare e tali voti sono ridistribuiti rispetto alla seconda preferenza mostrata su di essi. Se più di un candidato non riceve voti sufficienti dopo il trasferimento di voti dal più impopolare, anche quel candidato viene eliminato (in quanto sarebbe comunque eliminato al giro successivo.)
Il processo si ripete fino a riempire tutti i seggi, vuoi perché il numero richiesto ha raggiunto la quota, o perché il numero di candidati sopravvissuti all'eliminazione corrisponde al numero di seggi rimanenti. Anche se la procedura di conta è alquanto complessa, il voto è semplice e la maggior parte degli elettori vede eletta almeno una delle proprie preferenze.
Tutti gli eletti rispondono direttamente ai propri elettori locali. Secondo alcuni politologi sarebbe più corretto definire "semi-proporzionale" il voto singolo trasferibile, poiché non è garantita la effettiva proporzionalità. In effetti, secondo molti sostenitori, il voto singolo trasferibile eviterebbe l'eccessiva frammentazione tipica dei sistemi proporzionali puri.

### Delega del perdente in un sistema uninominale
Il voto con "delega del perdente" può produrre rappresentanza ancora maggiore nelle legislature. Tale sistema consente ai candidati perdenti di delegare i voti ricevuti al candidato vincente nel proprio distretto o in un altro, senza distinzione di partito. I voti "delegati" si ripercuotono in realtà sui successivi voti parlamentari. I voti di ogni parlamentare sono pesati secondo la somma dei voti ricevuti tra diretti e delegati. Il sistema si può combinare con il maggioritario semplice, il voto singolo trasferibile o altre regole di conta che determinino il candidato vincitore.
Ad esempio, si consideri un distretto in cui Tizio riceve il 45% dei voti, Caio il 40%, e Sempronio il rimanente 15%. Con il maggioritario tradizionale, Tizio vince e il 55% dei voti sono senza rappresentanza. Nel voto singolo trasferibile, se l'80% degli elettori di Sempronio hanno scelto Caio come seconda scelta, egli vincerà la seconda conta con il 52% contro il 48% di Tizio. In questo caso il 12% degli elettori sono rappresentati per seconda scelta, mentre gli elettori di Tizio non hanno voce.
Con la delega del perdente nel caso voto singolo trasferibile, Caio entra in parlamento, mentre Tizio assegnerà i propri voti a Mevio, che ha sconfitto Filano in un collegio vicino. Ora, grazie a Mevio, gli elettori di Tizio hanno una forza paragonabile a quelli di Caio. Il voto di Caio ha un peso di 52, quello di Mevio varrà 56 + 48 = 104, e quello di Calpurnio, che ha vinto in un terzo collegio, 58. Naturalmente, i perdenti nei collegi di Mevio e Calpurnio delegheranno a loro volta i propri voti, quindi Caio potrebbe arrivare a un peso di 52 + 44 + 42 = 138.
Tuttavia, una scelta migliore può essere la combinazione con il maggioritario semplice. Ora Sempronio può dare i suoi voti a Calpurnio anziché vederli trasferiti a Caio nel "ballottaggio virtuale" tipico del voto singolo trasferibile. Ora Tizio vota 45 per il suo distretto, Caio delega i suoi 40 a Filano che ha vinto con 44, Mevio resta a 56 e Calpurnio totalizza 58 + 15 = 73.

## Proporzionalità parziale
Alcuni paesi con elezioni proporzionali, come Israele e Paesi Bassi, hanno un'unica circoscrizione elettorale: l'intero paese è "suddiviso" secondo il risultato nel suo complesso. La maggior parte dei paesi usa sistemi con circoscrizioni che eleggono più di una persona per circoscrizione. L'elettorato o grandezza delle circoscrizioni di un sistema si misura quindi dal numero di seggi per circoscrizione. Più grande è il numero di seggi nella circoscrizione, più proporzionale sarà il risultato. Il sistema proporzionale applicato ad un collegio uninominale, è per forza di cose maggioritario.
Se il collegio è in una giurisdizione che usa il proporzionale di lista nelle sue circoscrizioni plurinominali, il candidato vincente ha semplicemente bisogno della maggioranza relativa dei voti, così che l'elezione nel collegio riproduce il sistema maggioritario. Se la giurisdizione usa invece il proporzionale con voto singolo trasferibile, l'elezione nel collegio uninominale avverrà con il sistema detto instant-runoff. Con quattro rappresentanti per circoscrizione, la soglia per vincere un seggio è del 20% (1/(N+1)). Però i confini delle circoscrizioni possono essere alterati per ridurre la proporzionalità, creando elettorati di "minoranza-maggioranza" che pur essendo in minoranza a livello superiore sono in maggioranza nella circoscrizione. Ciò è ovviamente impossibile quando la circoscrizione è unica per l'intera nazione.
Le circoscrizioni plurinominali non necessariamente assicurano la proporzionalità. Ad esempio, il cosiddetto "maggioritario plurinominale" o plurality-at-large (in cui ogni elettore può selezionare n candidati pari al numero di seggi disponibili, e i seggi sono assegnati per maggioranza relativa) tende a dare risultati "super-maggioritari". Inoltre, un partito potrebbe presentare un numero di candidati insufficiente ad occupare tutti i seggi spettanti al partito, e perdere la possibilità di occupare alcuni seggi.
Alcune nazioni, con sistemi esclusivamente proporzionali o misti (è il caso della Germania) richiedono il superamento di una soglia minima di voti per ricevere seggi; tipicamente il limite va dal 2% al 5% del numero di voti. I partiti che non raggiungono la soglia non sono rappresentati, cosa che facilita il raggiungimento di una maggioranza di governo. Le soglie scoraggiano l'eccessiva frammentazione e l'estremismo, e favoriscono l'equilibrio dei poteri, ma al tempo stesso danno un numero sproporzionato di seggi ai partiti che superano lo sbarramento.

## Frammentazione politica
Israele è un tipico esempio di parlamento eletto su base proporzionale nazionale che soffre di eccessiva frammentazione, con ben 18 partiti. L'equilibrio dei poteri è detenuto da leader di partito sulla base di preferenze personali o minoritarie, e tanto la "sinistra" quanto la "destra" sono frammentate in partiti minuscoli che non fanno campagne elettorali comuni e hanno difficoltà a mantenere in vita una coalizione di governo.
In risposta a tale problema, Israele ha tentato più strategie:
1. Soglia elettorale innalzata dall'1% (fino al 1982) all'1.5% (fino al 1993) al 2%.
2. Elezione diretta del primo ministro, allo scopo di incrementarne il sostegno popolare e rafforzarne il ruolo nel governo. Fu tentata nel 1996, nel 1999 e nel 2001, senza risultati accettabili.
3. Coalizioni molto grandi, comprendenti una maggioranza qualificata, allo scopo di dare più flessibilità alla fazione più importante (quella del primo ministro). Il governo Netanyahu del 2009 era sostenuto da 74 deputati su 120.

## Storia
Il britannico Thomas Wright Hill è considerato l'inventore del voto singolo trasferibile, da lui descritto nel 1821 per le elezioni alla scuola dove insegnava. Nel 1840 il figlio Rowland Hill introdusse il metodo per le elezioni al consiglio comunale di Adelaide.
Il voto singolo trasferibile fu usato a livello nazionale in Danimarca nel 1857, cosa che ne fa il primo sistema proporzionale in ordine di tempo, ma il suo uso non si diffuse. Fu poi reinventato nel Regno Unito, ma il Parlamento rifiutò l'idea.
Un sistema proporzionale di lista fu descritto per la prima volta nel 1878 dal belga Victor D'Hondt. La procedura, detta metodo D'Hondt, è ampiamente usata. Victor Considerant, un utopista con tendenze socialiste, descrisse un sistema simile nel 1892. Alcuni cantoni svizzeri adottarono il sistema, a partire dal Ticino nel 1890, precedendo il Belgio che per primo adottò il proporzionale di lista per il parlamento nazionale, nel 1900. Simili sistemi si diffusero a molti paesi europei dopo la II Guerra Mondiale.
Il voto singolo trasferibile fu usato in Tasmania nel 1907. Nelle ultime elezioni irlandesi al parlamento britannico (1919), il voto singolo trasferibile fu usato nella circoscrizione dell'Università di Dublino, eleggendo due unionisti indipendenti. Il voto singolo trasferibile è in uso in Irlanda fin dall'indipendenza, dando vita a governi di coalizione; dal 1989 l'Irlanda non ha avuto governi monopartitici.
I sistemi proporzionali sono usati in più paesi rispetto al maggioritario, e dominano l'Europa, compresa la Germania, l'Europa del Nord e dell'Est e le elezioni al Parlamento Europeo. La Francia adottò un sistema proporzionale dopo la II Guerra Mondiale, abbandonandolo nel 1958. Nel 1986 fu usato per le elezioni parlamentari. In Italia il sistema proporzionale fu in vigore per tutto il dopoguerra, fino al 1993.
Il maggioritario è più comune nei paesi basati sul sistema britannico, e nello stesso Regno Unito per il Parlamento di Westminster. Tuttavia, per i parlamenti di Scozia e Galles è in uso un sistema misto, già adottato dalla Nuova Zelanda nel 1993. Cinque province canadesi (Columbia Britannica, Ontario, Québec, Isola del Principe Edoardo e Nuovo Brunswick) discutono dell'abolizione del maggioritario.
I sistemi proporzionali furono usati temporaneamente in molte città degli Stati Uniti (compresa New York) per rompere il persistente monopolio del Partito Democratico in tali città. Cincinnati (Ohio), adottò il proporzionale nel 1925 per sbarazzarsi di un monopolio del Partito Repubblicano, ma i repubblicani ripristinarono il maggioritario nel 1957. Dal 1870 al 1980, l'Illinois usò un sistema semi-proporzionale di voto cumulativo per eleggere la Camera dei Rappresentanti statale. Cambridge (Massachusetts) e Peoria (Illinois) continuano a usare il proporzionale.
Nel saggio, Overcoming Practical Difficulties in Creating a World Parliamentary Assembly, Joseph E. Schwartzberg propone l'uso del proporzionale nell'Assemblea Parlamentare delle Nazioni Unite, per evitare che ad esempio siano esclusi gli Indiani di caste inferiori.

### Libri
- Douglas J. Amy, Real Choices/New Voices: The Case for Proportional Representation Elections in the United States, Columbia University Press, 1993.
- Denis Pilon, The Politics of Voting, Edmond Montgomery Publications, 2007.
- Josep M. Colomer, Political Institutions, Oxford University Press, 2003.
- Josep M. Colomer (a cura di), Handbook of Electoral System Choice, Palgrave Macmillan, 2004.
- Jess e Mary Southcott, Making Votes Count: The Case for Electoral Reform, London, Profile Books, 1998.

### Riviste
- John Hickman and Chris Little. "Seat/Vote Proportionality in Romanian and Spanish Parliamentary Elections" Journal of Southern Europe and the Balkans Vol. 2, No. 2, November 2000.
- Luca Gnani,  "Proporzionale quasi per caso: il singolo voto trasferibile"., Quaderni dell'Osservatorio Elettorale (Regione Toscana), n° 62, Dicembre 2009.

### News
- Roland Nicholson, Jr., "Proportional Representation Elections in Hong Kong", New York Times, September, 1992
- New York Times, May 29, 1993, " Proportional Representation Suits School Elections." by Roland Nicholson, Jr.